# Coronos
Segons la mitologia grega, Coronos o Coró (grec antic: Κόρωνος, Kórōnos) va ser un heroi grec d'origen làpita, fill de Ceneu. Participà en l'expedició dels argonautes.
Per una disputa territorial, entra en guerra amb els doris, que demanen ajuda a Hèracles. El resultat és una massacre entre els seguidors de Coronos i, segons determinats mites, la mort d'aquest a mans d'Hèracles i la seva posterior transformació en corb.
El seu fill és Leonteu.